# Vienna Vikings 2018
Questa voce raccoglie le informazioni riguardanti i Vienna Vikings nelle competizioni ufficiali della stagione 2018.

## Maschile

### Prima squadra

#### Roster
| Roster dei Vienna Vikings (2018) |
| --- |
| Quarterback - 10 Kevin Burke - 15 Alexander Thury Running Back - 5 Marko Gagic - 25 Tutanch Stevenson-Anthony-Maw - 26 Julian-David Moreno Saavedra - 28 Alexander Hertel Wide Receiver - 3 Dominik Bundschuh - 4 Bernhard Seikovits WR/K/QB - 6 Maurice Wappl - 7 Leonel Misangumukini - 11 Manuel Thaller - 12 Raoul Hrouda - 13 Filip Kokot - 14 Yannick Mayr - 17 Philipp Dubravec - 82 Santino Schlimpert - 87 Bernhard Reimann - 88 Stefan Postel Offensive Linemen - 54 Benjamin Domanig - 55 Araz Khaffaf Sharifzamin - 58 Georg Marx - 60 Florian Tomasin - 61 Alexander Milanovic - 64 Joachim Muik - 66 Lukas Seybold - 67 Christopher Beinhart - 68 Martin Nemeth - 74 Manuel Molnar - 78 Thomas Tippold Defensive Linemen - 1 Leon Balogh - 86 Thomas Seiler - 90 Alexander Taheri - 91 Sebastian Zdanowicz - 94 Florian Grünsteidl - 95 Clemens Niebieszczanski - 97 Oskar Kranich - 98 Marvin Wappl - 99 Nasar Shpak Linebacker - 40 Camillo Grela - 41 Waleri Teplyi - 42 Charleus Dieuseul - 43 Precious Ogbevoen - 45 Ugochukwu Uwakwe - 46 Daniel Bernklau - 47 Philipp Wimmer - 49 Alexander Watholowitsch Defensive Back - 9 Christoph Gombkötö - 16 Maximilian Zangl - 21 Stefan Amstler - 22 Christoph Kellner - 29 Andreas Lunzer - 32 Luis Horvath - 33 Stefan Groiß - 35 Bernhard Pauli - 37 Sebastian Wimmer - 39 Oskar Herz DB/K Special Team Coaching staff Chris Calaycay (HC/DC) · Maximilian Kössler (OL) |

#### Austrian Football League 2018

##### Stagione regolare
| Vienna 25 marzo 2018, ore 15:00 2ª giornata | Vienna Vikings | 68 – 14 (19-0 28-0 14-7 7-7) referto | Traun Steelsharks | (1158 spett.) |

| Graz 31 marzo 2018, ore 14:30 3ª giornata | Graz Giants | 32 – 45 (7-7 6-28 7-3 12-7) referto | Vienna Vikings | Stadion Eggenberg |

| Vienna 8 aprile 2018, ore 15:00 4ª giornata | Danube Dragons | 7 – 42 (0-7 0-21 0-7 7-7) referto | Vienna Vikings | Stadion Stadlau |

| Ivančna Gorica 14 aprile 2018, ore 15:00 Recupero della 1ª giornata | Ljubljana Silverhawks | 33 – 63 (6-7 14-21 6-14 7-21) referto | Vienna Vikings | Stadion |

| Vienna 22 aprile 2018, ore 15:00 CEST 5ª giornata | Vienna Vikings | 35 – 28 (3-0 10-7 15-7 7-14) referto | Tirol Raiders | (2235 spett.) |

| Vienna 6 maggio 2018, ore 15:00 6ª giornata | Vienna Vikings | 25 – 20 (16-6 0-0 3-0 6-14) referto | AFC Rangers Mödling | (1000 spett.) |

| Innsbruck 13 maggio 2018, ore 15:00 CEST 7ª giornata | Tirol Raiders | 55 – 13 (13-3 14-7 13-3 14-0) referto | Vienna Vikings | Tivoli-Neu Stadion (3595 spett.) |

| Vienna 27 maggio 2018, ore 15:00 CEST 8ª giornata | Vienna Vikings | 21 – 24 (7-0 6-14 8-7 0-3) referto | Ljubljana Silverhawks | Hohe Warte Stadion (1200 spett.) |

| Dúbravka 3 giugno 2018, ore 14:00 CEST 9ª giornata | Bratislava Monarchs | 7 – 64 (7-17 0-30 0-0 0-17) referto | Vienna Vikings | Stadion SKP Dubravka |

| Vienna 17 giugno 2018, ore 15:00 CEST 10ª giornata | Vienna Vikings | 21 – 14 (0-0 7-0 7-7 7-7) referto | Graz Giants | (2200 spett.) |

##### Playoff
| 8 luglio 2018, ore 15:00 Semifinale | Vienna Vikings | 35 – 21 (21-0 7-14 7-0 0-7) referto | Graz Giants | (2000 spett.) |

| Sankt Pölten 21 luglio 2018, ore 19:00 Austrian Bowl | Tirol Raiders | 51 – 48 (7-7 14-10 13-14 17-17) referto | Vienna Vikings | NV Arena (5500 spett.) |

#### Statistiche di squadra
| Competizione      | %Vittorie | In casa | In casa | In casa | In casa | In casa | In casa | In trasferta | In trasferta | In trasferta | In trasferta | In trasferta | In trasferta | Totale | Totale | Totale | Totale | Totale | Totale |
| Competizione      | %Vittorie | G       | V       | N       | P       | Pf      | Ps      | G            | V            | N            | P            | Pf           | Ps           | G      | V      | N      | P      | Pf     | Ps     |
| ----------------- | --------- | ------- | ------- | ------- | ------- | ------- | ------- | ------------ | ------------ | ------------ | ------------ | ------------ | ------------ | ------ | ------ | ------ | ------ | ------ | ------ |
| Stagione regolare | .800      | 5       | 4       | 0       | 1       | 170     | 100     | 5            | 4            | 0            | 1            | 227          | 134          | 10     | 8      | 0      | 2      | 397    | 234    |
| Playoff           | .500      | 1       | 1       | 0       | 0       | 35      | 21      | 1            | 0            | 0            | 1            | 48           | 51           | 2      | 1      | 0      | 1      | 83     | 72     |
| Totale            | .750      | 6       | 5       | 0       | 1       | 205     | 121     | 6            | 4            | 0            | 2            | 275          | 185          | 12     | 9      | 0      | 3      | 480    | 306    |

### Seconda squadra

#### AFL - Division I 2018

##### Stagione regolare
| 25 marzo 2018, ore 15:00 1ª giornata | Cineplexx Blue Devils | 42 – 7 (8-0 7-0 0-0 27-7) referto | Vienna Vikings 2 | (780 spett.) |

| 14 aprile 2018, ore 16:00 4ª giornata | Vienna Vikings 2 | 29 – 0 (0-0 17-0 9-0 3-0) referto | Tirol Raiders JV |  |

| 21 aprile 2018, ore 18:00 5ª giornata | Vienna Knights | 12 – 20 (0-6 0-8 12-3 0-3) referto | Vienna Vikings 2 |  |

| 5 maggio 2018, ore 18:00 6ª giornata | Vienna Vikings 2 | 28 – 6 (7-6 7-0 0-0 14-0) referto | Salzburg Bulls |  |

| 27 maggio 2018, ore 15:00 8ª giornata | Salzburg Bulls | 6 – 13 (0-0 0-10 0-0 6-3) referto | Vienna Vikings 2 |  |

| 2 giugno 2018, ore 18:00 9ª giornata | Vienna Vikings 2 | 9 – 31 (0-7 0-12 3-6 6-6) referto | Vienna Knights |  |

| 17 giugno 2018, ore 15:00 10ª giornata | Tirol Raiders JV | 20 – 24 (10-0 7-9 3-15 0-0) referto | Vienna Vikings 2 |  |

| 23 giugno 2018, ore 18:00 11ª giornata | Vienna Vikings 2 | 21 – 6 (7-14 15-8 7-6 0-10) referto | Cineplexx Blue Devils |  |

##### Playoff
| 7 luglio 2018, ore 16:00 Semifinale | Amstetten Thunder | 10 – 3 (0-0 7-3 3-0 0-0) referto | Vienna Vikings 2 |  |

#### Statistiche di squadra
| Competizione      | %Vittorie | In casa | In casa | In casa | In casa | In casa | In casa | In trasferta | In trasferta | In trasferta | In trasferta | In trasferta | In trasferta | Totale | Totale | Totale | Totale | Totale | Totale |
| Competizione      | %Vittorie | G       | V       | N       | P       | Pf      | Ps      | G            | V            | N            | P            | Pf           | Ps           | G      | V      | N      | P      | Pf     | Ps     |
| ----------------- | --------- | ------- | ------- | ------- | ------- | ------- | ------- | ------------ | ------------ | ------------ | ------------ | ------------ | ------------ | ------ | ------ | ------ | ------ | ------ | ------ |
| Stagione regolare | .750      | 4       | 3       | 0       | 1       | 87      | 43      | 4            | 3            | 0            | 1            | 64           | 80           | 8      | 6      | 0      | 2      | 151    | 123    |
| Playoff           | .000      | 0       | 0       | 0       | 0       | 0       | 0       | 1            | 0            | 0            | 1            | 3            | 10           | 1      | 0      | 0      | 1      | 3      | 10     |
| Totale            | .667      | 4       | 3       | 0       | 1       | 87      | 43      | 5            | 3            | 0            | 2            | 67           | 90           | 9      | 6      | 0      | 3      | 154    | 133    |

### Terza squadra

#### AFL - Division IV 2018

##### Stagione regolare
| 7 aprile 2018, ore 17:00 1ª giornata | Vikings Super Seniors | 13 – 28 (7-6 0-8 0-6 6-8) referto | Klosterneuburg Broncos |  |

| 15 aprile 2018, ore 14:00 2ª giornata | Fehérvár Enthroners | 68 – 6 referto | Vikings Super Seniors |  |

| 28 aprile 2018, ore 18:00 3ª giornata | Vikings Super Seniors | 0 – 54 (0-22 0-20 0-0 0-12) referto | Carnuntum Legionaries |  |

| 20 maggio 2018, ore 15:00 5ª giornata | Air Force Hawks | 53 – 12 (21-6 13-0 6-6 13-0) referto | Vikings Super Seniors |  |

| 10 giugno 2018, ore 15:00 6ª giornata | Danube Dragons 2 | 55 – 15 (14-0 13-8 21-0 7-7) referto | Vikings Super Seniors |  |

| 30 giugno 2018, ore 17:00 8ª giornata | Vikings Super Seniors | 7 – 35 (0-6 7-27 0-2 0-0) referto | Air Force Hawks |  |

#### Statistiche di squadra
| Competizione      | %Vittorie | In casa | In casa | In casa | In casa | In casa | In casa | In trasferta | In trasferta | In trasferta | In trasferta | In trasferta | In trasferta | Totale | Totale | Totale | Totale | Totale | Totale |
| Competizione      | %Vittorie | G       | V       | N       | P       | Pf      | Ps      | G            | V            | N            | P            | Pf           | Ps           | G      | V      | N      | P      | Pf     | Ps     |
| ----------------- | --------- | ------- | ------- | ------- | ------- | ------- | ------- | ------------ | ------------ | ------------ | ------------ | ------------ | ------------ | ------ | ------ | ------ | ------ | ------ | ------ |
| Stagione regolare | .000      | 3       | 0       | 0       | 3       | 20      | 117     | 3            | 0            | 0            | 3            | 33           | 176          | 6      | 0      | 0      | 6      | 53     | 293    |
| Totale            | .000      | 3       | 0       | 0       | 3       | 20      | 117     | 3            | 0            | 0            | 3            | 33           | 176          | 6      | 0      | 0      | 6      | 53     | 293    |

## Femminile

### AFL - Division Ladies 2018

#### Stagione regolare
| 8 settembre 2018, ore 15:00 2ª giornata | Vienna Vikings Ladies | 64 – 0 | Telfs Patriots Ladies |  |

| 15 settembre 2018, ore 15:00 3ª giornata | Vienna Vikings Ladies | 62 – 12 | Schwaz Hammers Ladies |  |

| 29 settembre 2018, ore 15:00 4ª giornata | Danube Dragons Ladies | 0 – 46 | Vienna Vikings Ladies |  |

| 20 ottobre 2018, ore 15:00 CEST 6ª giornata | Vienna Vikings Ladies | 48 – 0 | Budapest Wolves Ladies |  |

| 28 ottobre 2018, ore 14:00 CEST 7ª giornata | Salzburg Ducks Ladies | 0 – 40 (0-8 0-16 0-0 0-16) | Vienna Vikings Ladies |  |

#### Playoff
| Vienna 17 novembre 2018, ore 16:00 Ladies Bowl | Vienna Vikings Ladies | 31 – 14 (6-0 12-0 6-8 7-6) | Danube Dragons Ladies | Footballzentrum Ravelinstraße |

### Statistiche di squadra
| Competizione      | %Vittorie | In casa | In casa | In casa | In casa | In casa | In casa | In trasferta | In trasferta | In trasferta | In trasferta | In trasferta | In trasferta | Totale | Totale | Totale | Totale | Totale | Totale |
| Competizione      | %Vittorie | G       | V       | N       | P       | Pf      | Ps      | G            | V            | N            | P            | Pf           | Ps           | G      | V      | N      | P      | Pf     | Ps     |
| ----------------- | --------- | ------- | ------- | ------- | ------- | ------- | ------- | ------------ | ------------ | ------------ | ------------ | ------------ | ------------ | ------ | ------ | ------ | ------ | ------ | ------ |
| Stagione regolare | 1.000     | 3       | 3       | 0       | 0       | 174     | 12      | 2            | 2            | 0            | 0            | 86           | 0            | 5      | 5      | 0      | 0      | 260    | 12     |
| Playoff           | 1.000     | 1       | 1       | 0       | 0       | 31      | 14      | 0            | 0            | 0            | 0            | 0            | 0            | 1      | 1      | 0      | 0      | 31     | 14     |
| Totale            | 1.000     | 4       | 4       | 0       | 0       | 205     | 26      | 2            | 2            | 0            | 0            | 86           | 0            | 6      | 6      | 0      | 0      | 291    | 26     |